# Dendezia renieri
Dendezia renieri es una especie de coleóptero de la familia Lucanidae.

## Distribución geográfica
Habita en la República Democrática del Congo y  Ruanda.